# Medieval Academy of America
La Medieval Academy of America est la plus grande organisation américaine qui promeut l'excellence dans le champ des études médiévales. Elle fut fondée en 1925 et son siège se situe à Cambridge (Massachusetts). La Medieval Academy of America publie le trimestriel Speculum, et décerne prix, financements et bourses comme la médaille Haskins.